# 4261 Ґекко
4261 Ґекко (4261 Gekko) — астероїд головного поясу, відкритий 28 січня 1989 року.
Тіссеранів параметр щодо Юпітера — 3,317.